# Hanko
Hanko (în suedeză Hangö) este un oraș-port și comună din Finlanda, situat la 130 km de Helsinki.